# Biblioteca Comunale Ariostea
Die Biblioteca Comunale Ariostea ist die Stadtbibliothek von Ferrara. Sie befindet sich im Palazzo Paradiso. 

## Palazzo Paradiso
Der Palazzo Paradiso wurde 1391 als Residenz im Auftrag von Alberto V. d’Este erbaut und mit Fresken aus dem höfischen Leben geschmückt. Zwischen 1437 und 1438 wurde er zum Sitz des Rates während des Konzils von Basel, Ferrara und Florenz.

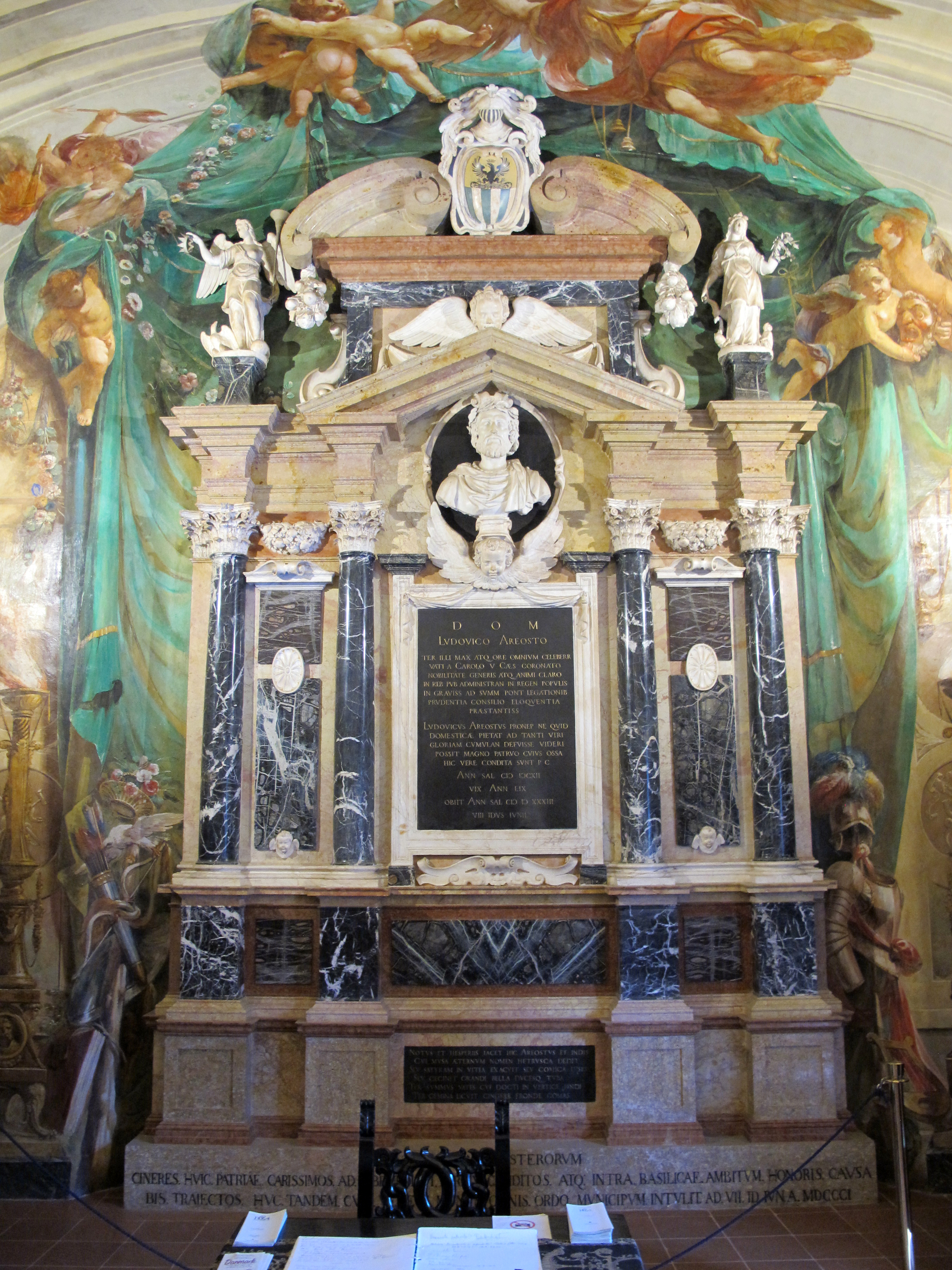
Grab von Ludovico Ariosto im Saal im ersten Stock des Palazzo

Im 17. Jahrhundert wurden der Uhrturm und das Marmorportal von Giovanni Battista Aleotti errichtet, wodurch der Palazzo sein heutiges Aussehen erhielt. Die große Treppe des Palastes ist aus Marmor und mit Inschriften und Fresken verziert.

### Innenhof
Der Palast bestand ursprünglich aus vier Gebäuden, die auf einen rechteckigen Hof mit drei Loggien ausgerichtet waren. Heute ist nur noch eine dieser Loggien erhalten, aber der Innenhof hat viel von der mittelalterlichen Atmosphäre bewahrt. Nach der Gründung der Universität wurde er als Botanischer Garten genutzt, bis der endgültige Standort des Universitätsgartens nach Corso Porta Mare verlegt wurde.

## Biblioteca Ariostea
Im Jahr 1753 wurde der Palast zum Sitz der Stadtbibliothek. Der wichtigste Raum der Bibliothek im ersten Stock beherbergt das Grab von Ludovico Ariosto, dem die Bibliothek gewidmet ist. Das Mausoleum von Ariosto (ein Werk von Giovanni Battista Aleotti) wurde 1801 zusammen mit der Asche des Dichters auf Anordnung des französischen Generals Miollis dorthin verlegt. Zuvor befand es sich in der Kirche San Benedetto.
Von 1892 bis 1933 war der Direktor der Bibliothek Giuseppe Agnelli, eine sehr aktive kulturelle Persönlichkeit in Ferrara und 1906 Gründer des Ferrariae Decus. Von 1933 bis 1945 wurde er von Giuseppe Ravegnani abgelöst.
Die Bibliothek enthält verschiedene Bände und alte Handschriften, Inkunabeln, illustrierte Manuskripte und Erinnerungsstücke von Ariosto und anderen Schriftstellern. Sie enthält ca. 650 verschiedene Ausgaben der Werke Ariostos, darunter auch einige aus seiner Epoche.
Im Laufe der Jahre wurden die historischen Säle und Archive von zahlreichen kulturellen Persönlichkeiten, nicht nur aus der Stadt, besucht, darunter Giorgio Bassani, Flavio Bertelli, Adriano Franceschini, Marco Antonio Guarini und Gianna Vancini.

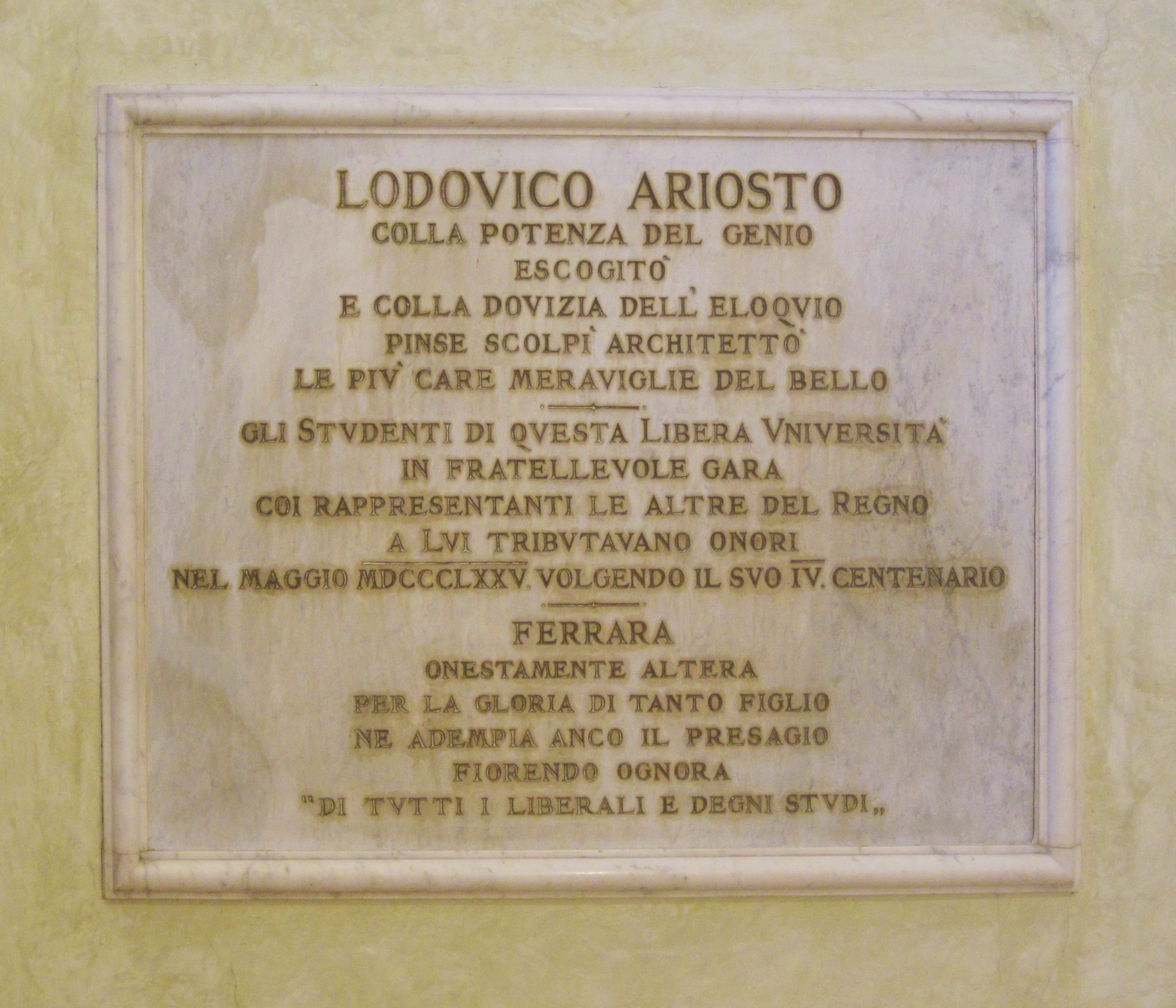
Gedenktafel für Ludovico Ariosto im großen Treppenhaus des Palazzo Paradiso

## Sitz der Università degli Studi di Ferrara
Im Jahr 1567 wurde das Gebäude von Kardinal Ippolito II. d’Este an den Magistrat der Savi vermietet, um alle Universitätsfakultäten dort unterzubringen, und so war der Palast bis 1963 Sitz der Universität von Ferrara. Danach verblieb nur noch die Stadtbibliothek Ariostea im Palazzo.
An der Freitreppe erinnern Gedenktafeln unter anderem an Nikolaus Kopernikus, der 1503 in Ferrara sein Studium des kanonischen Rechts abschloss, an Paracelsus, der hier zum Doktor der Medizin promovierte, und an Ludovico Ariosto, dem die Studenten der Universität 1875 ein Denkmal setzen wollten.

## Anatomisches Theater
Das Gebäude beherbergt das Anatomische Theater, das 1731 von dem Architekten Mazzarelli umgebaut wurde, um einen alten Saal aus dem 16. Jahrhundert zu ersetzen, der den damaligen Bedürfnissen der Universität nicht mehr entsprach.